# Департамент (установа)
Департа́мент (від фр. departement, утвореного від departir — «розділяти»)  — в деяких країнах назва відомства, міністерства (наприклад, Державний департамент США). До 1917 року у Російській імперії відділ у ряді установ, іноді самостійний орган управління. Департамент виконує певні функції та може поділятися на відділи.